# DAF 2600

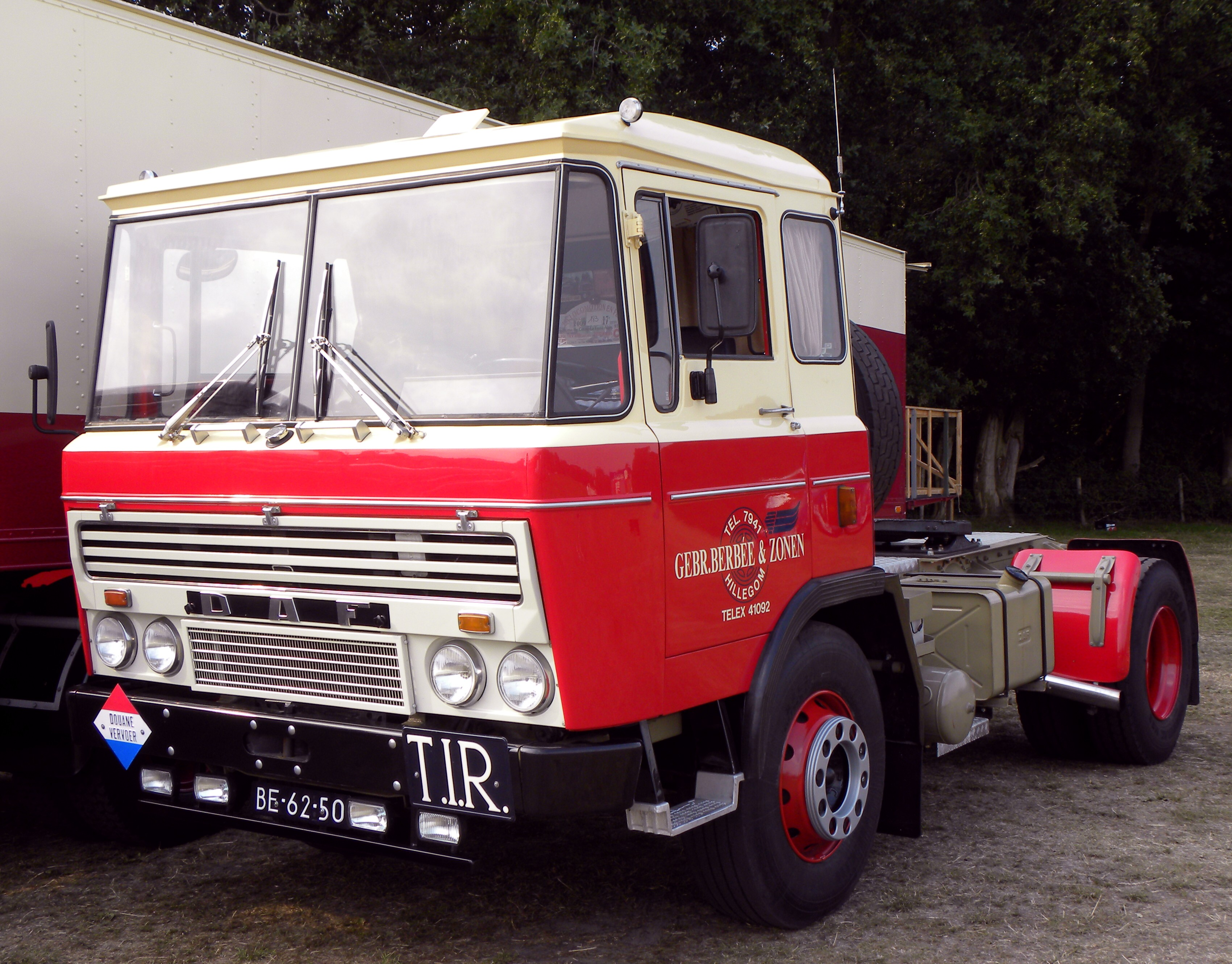
DAF 2605 FT

Der DAF 2600 war ein von 1962 bis 1974 von DAF gebauter Fernverkehrs-Lkw.
Der Lkw wurde 1962 auf der RAI in Amsterdam vorgestellt und stieß auf großes Interesse des Fachpublikums.
Gebaut in Frontlenker-Bauweise war er einer der ersten Lkw, die speziell für die Bedürfnisse der Fahrer konzipiert wurde.
Für einen Lkw der 1960er Jahre war er als F2600 (Lkw) und T2600 Sattelzugmaschine sehr ergonomisch ausgestattet mit allen Bedienhebeln in Reichweite, guter Rundumsicht und komfortablen Luftsitzen. Außerdem hatte er eine leistungsstarke Heizungs- und Belüftungsanlage.
Der 2600 war der erste Lkw mit optional zwei Betten. In der Kabine waren sie übereinander angeordnet und das obere war faltbar. Der DAF 2600 wird von vielen als der erste moderne Lkw angesehen und hatte seinen Anteil am Aufstieg des internationalen Straßengüterverkehrs.

## Modellgeschichte
Ursprünglich wurde das Modell von einem Leyland Motors P680 (11,1-Liter-Sechszylinder-Dieselmotor mit 220 PS) angetrieben. Später wurde dieser ersetzt durch den selbst entwickelten DAF-DK-Motor mit 230 PS, DKA 250 PS und 1972 DKB mit 304 PS. Mit diesen Motoren konnten zahlreiche neue Kunden geworben werden. Die Weiterentwicklung der Motoren betraf unter anderem ein neues Kühlsystem, das eine besonders große Temperaturkonstanz ermöglichte und die Kühlerjalousie obsolet machte. Weiterhin gab es ein liegend angeordnetes Getriebe von ZF. Die Vorderachse wurde überarbeitet, um die Eignung zum Einsatz auf Baustellen etc. (größere Bodenfreiheit) zu erhöhen.
Ab 1968 hieß das Modell nur noch DAF F vor der Typenbezeichnung, und der ursprüngliche Wabengitter-Grill wurde ersetzt durch einen Kühlergrill mit drei horizontalen Lamellen.
1974 wurde die F-Serie durch die DAF-2800-Serie ersetzt. Insgesamt wurden ca. 15.000 Exemplare produziert.